# Пехларн
Пехларн (нім. Pöchlarn) — місто в Австрії, у федеральній землі Нижня Австрія.
Входить в склад округа Мельк. Населення складає 3767 людей (станом на 31 грудня 2005 року). Займає площу 17,95 км². Офіційний код — 3 15 33.

## Історія
Поблизу міста в сучасних його межах було розташовано одну з найголовніших римських колоній в Норікові — Арелате (Arelate), яку було засновано імператором Клавдієм; вона слугувала стоянкою для частини дунайської флотилії.
У «Пісні про Нібелунгів» місто (під назвою Бехеларен) згадується як місце перебування легендарного маркграфа Рюдігера.
До 1810 року Пехларн був у підпорядкуванні катедрального капітулу Регенсбурга.

## Політична ситуація
Бургомістр комуни — Альфред Бергнер (АНП) за результатами виборів 2003 року.
Рада представників комуни (нім. Gemeinderat) складається з 23 місць.
- АНП обіймає 11 місць.
- СДПА обіймає 9 місць.
- Зелені обіймають 2 місця.
- АПС обіймає 1 місце.